# Страшево (Поморське воєводство)
Страшево (пол. Straszewo, нім. Straszewo; 1932-45: Dietrichsdorf) — село в Польщі, у гміні Риєво Квідзинського повіту Поморського воєводства.
Населення — 400 осіб (2011).
У 1975-1998 роках село належало до Ельблонзького воєводства.

## Демографія
Демографічна структура станом на 31 березня 2011 року:
|          | Загалом | Допрацездатний вік | Працездатний вік | Постпрацездатний вік |
| -------- | ------- | ------------------ | ---------------- | -------------------- |
| Чоловіки | 211     | 57                 | 143              | 11                   |
| Жінки    | 189     | 46                 | 116              | 27                   |
| Разом    | 400     | 103                | 259              | 38                   |